# Ben Oss
Der Ben Oss (auch Beinn Oss) ist ein 1.029 m (3.376 ft) hoher Berg in Schottland. Sein gälischer Name wird unterschiedlich gedeutet, eine Vermutung ist die Übersetzung als Berg am Seeabfluss oder Berg am Ausfluss des Sees. Wahrscheinlicher ist aber Berg des Elchs. Elche wurden in Schottland bereits um das Jahr 1300 ausgerottet. Der Berg liegt in den südlichen Highlands zwischen den Orten Crianlarich und Dalmally im Loch Lomond and the Trossachs National Park und ist als Munro eingestuft. 

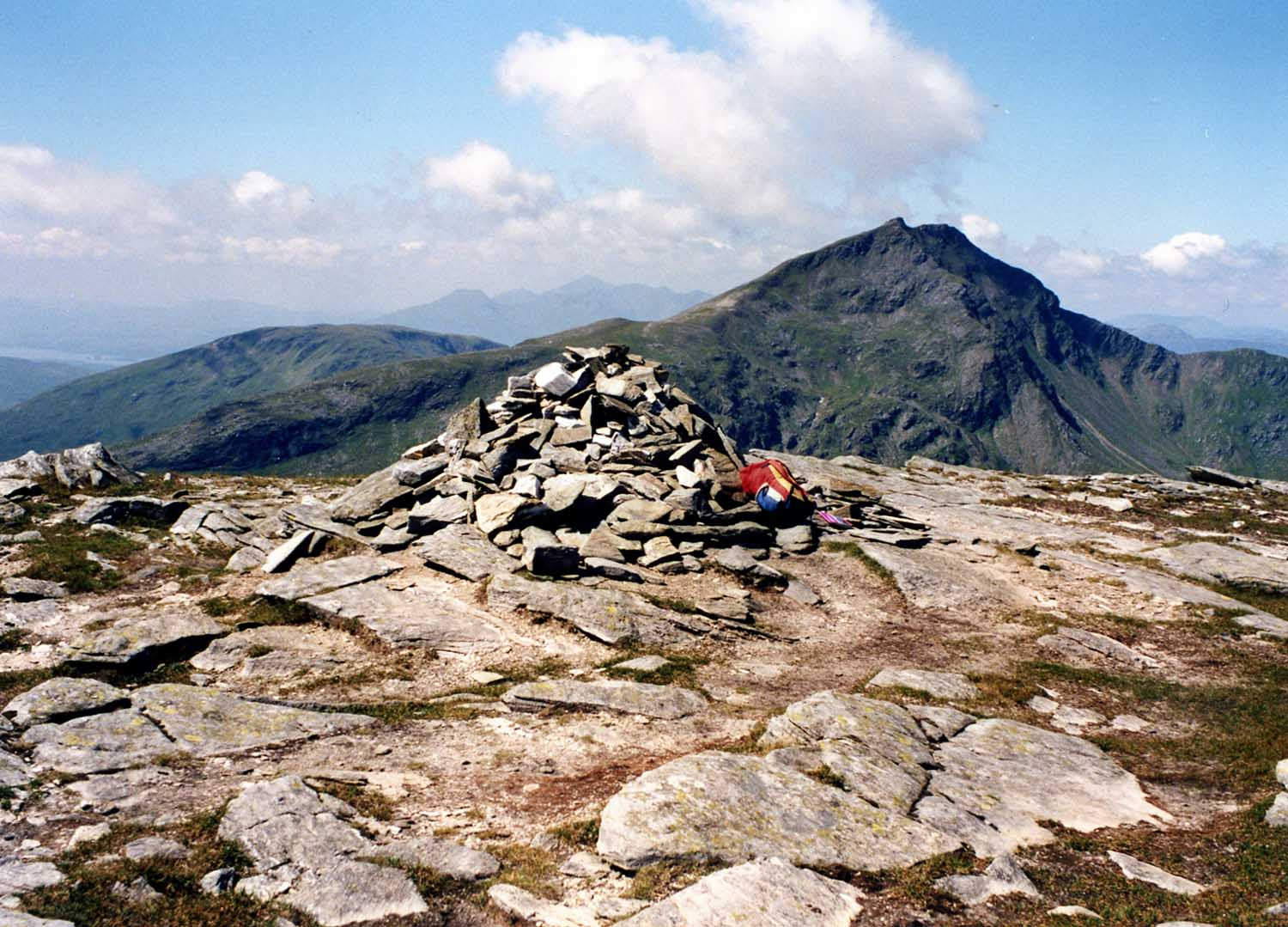
Blick vom Gipfel des Ben Oss nach Westen zum Ben Lui

Trotz seiner Höhe wird er vom westlich benachbarten Ben Lui überragt, der der dominierende Berg in der westlich von Crianlarich und Tyndrum gelegenen Berggruppe mit insgesamt vier Munros ist. Zusammen mit dem östlich liegenden Beinn Dubhchraig bildet der Ben Oss einen nach Süden geöffneten, halbkreisförmigen breiten Grat, aus dem der steile felsige Kegel des Ben Oss deutlich hervorragt. In dem breiten, als Coire Garbh bezeichneten, von beiden Bergen gebildeten Kar liegt Loch Oss, ein kleiner Bergsee. Beinn Dubchraig und Ben Oss sind über den knapp 780 Meter hohen breiten Sattel Bealach Buidhe verbunden. Nach Norden und Nordwesten fällt der Ben Oss mit steilen, wie der ganze Berg aus Glimmerschiefer aufgebauten Felswänden in das Glen Cononish ab. Im Südwesten ist der Ben Oss mit dem Ben Lui über einen knapp 690 Meter hohen Sattel mit dem Ben Lui verbunden. 
Der Ben Oss liegt auf der Wasserscheide zwischen schottischer Ost- und Westküste. Nach Norden hin entwässert er über den River Cononish in den Tay und die Nordsee, nach Südosten entwässert Loch Oss in den River Falloch, einen Zufluss von Loch Lomond und damit in den Firth of Clyde. Im Südwesten führen mehrere Bäche in das Glen Fyne und durch dieses direkt in Loch Fyne, ein Sea loch. Die meisten Munro-Bagger besteigen den Ben Oss gemeinsam mit dem Beinn Dubhchraig von Osten, mit Ausgangspunkt in Dalreigh bei Tyndrum. Der Zustieg ist auch von Richtung Süden aus dem Gleann nan Caorann möglich.   